# Velyka Bilozerka
Velyka Bilozerka (en ukrainien : Вели́ка Білозе́рка, en russe : Великая Белозёрка) est un village de l'oblast de Zaporijia, en Ukraine. Il était le centre administratif du raïon de Velyka Bilozerka avant 2020. Le village est le centre administratif de la hromada de Velyka Bilozerka.